# Epicyrtica lathrida
Epicyrtica lathrida là một loài bướm đêm trong họ Noctuidae.